# عناد الخليفة
عناد منذر الخليفة لاعب كرة قدم سعودي ، يلعب في مركز الظهير الأيمن في نادي الفضل.

## مسيرة اللاعب
لعب في نادي النجوم ونادي الكوكب ونادي العدالة ونادي العروبة ونادي الانتصار ونادي الروضة ونادي الفضل.